# Ипполитов, Аркадий Викторович
Арка́дий Ви́кторович Ипполи́тов (26 марта 1958, Ленинград — 5 ноября 2023, Санкт-Петербург) — советский и российский искусствовед, куратор выставок, писатель

.
Сфера научных интересов: итальянское искусство XV—XVII веков, маньеризм, античная и христианская иконография, зарубежное искусство XX века, история мирового кинематографа. С 1993 года — куратор выставок классического и современного искусства в России и за рубежом. Автор более шестисот научных и критических публикаций.

## Биография
Окончил исторический факультет Ленинградского университета по кафедре истории искусств. Дипломную работу Ипполитов писал у искусствоведа-испаниста Елены Олеговны Вагановой (1949—1984). По собственным словам Ипполитова, он уже в четырнадцать лет решил, что будет заниматься маньеризмом, поэтому озаглавил работу «Иконография золотого века в эпоху маньеризма». Однако, по мнению научного совета, «маньеризм» был слишком «антиклассичен, <…> нездоров, декадентен», и тему пришлось переименовать в «Итальянское искусство XVI века». Аркадий Викторович был одним из любимых учеников Вагановой и вместе с ней ездил на семинары по искусству, выступая с собственными докладами. Ваганова отмечала у Ипполитова «талант и дар художественного видения».
По воспоминаниям Ипполитова, ещё в пятом классе школы он начал ходить на кружок в Государственный Эрмитаж, благодаря чему получил пропуск для посещения музея без очереди. В семнадцать лет он прочитал «В сторону Германтов» Марселя Пруста, а во время службы в армии — «Под сенью девушек в цвету», и два эти произведения стали его главными литературными переживаниями. В 1978 году поступил на работу в Библиотеку Эрмитажа, где проработал почти десять лет. В 1987 году перешёл в Отдел западноевропейского искусства, позднее был назначен хранителем кабинета итальянской гравюры.
В 1990-х — член Правления Института Pro Arte, с 1991 по 2009 год был связан общей научной работой с голландским учёным Яном ван дер Ваальсом. 
В 2000-х преподавал историю искусств в Европейском университете в Санкт-Петербурге. Дружил с основателем «Новой Академии» Тимуром Новиковым.
Умер 5 ноября 2023 года в возрасте 65 лет в Санкт-Петербурге.

## Литературное творчество
Ипполитов является автором многочисленных рассказов и эссе, был постоянным автором раздела «Культура» в «Коммерсанте», публиковался в газетах «Русский телеграф», в журналах «Пинакотека», «Вещь», «Русская жизнь», «Сноб», создал ряд статей для издания «Новейшая история отечественного кино. 1986—2000». За новеллу «Город в фарфоровой табакерке» получил гран-при литературного конкурса «Мой Петербург», посвящённого 300-летию Санкт-Петербурга.
В начале 2010-х Ипполитов приступил к работе над циклом книг «Образы Италии XXI», вдохновлённых серией Павла Муратова «Образы Италии» первой четверти XX века. Первый том Ипполитова назывался «Особенно Ломбардия» и был посвящён одноимённому региону Италии. В 2012 году за книгу «Особенно Ломбардия» Ипполитов стал лауреатом премии Андрея Белого. В 2014 году он выпустил вторую книгу серии — «Только Венеция», а в 2018 году — третий том, «Только Рим». Каждая из книг была высоко оценена критиками и искусствоведами как «удивительное произведение вне жанровых рамок», наполненное метафорами, неожиданными параллелями, написанное изысканным слогом и полное глубоких и независимых суждений об искусстве. Критики предъявляли ко всем трём книгам одинаковые претензии: искажение дат и названий, исторических фактов, осуждая пространные отступления «с личными фантазиями и размышлениями». В 2019 году «Только Рим» Ипполитов получил премию «Книга года» от The Art Newspaper.
В 2013 году выпустил книгу «Власть и „Тюрьмы“. Миф Джованни Баттиста Пиранези». В 2017 году вышла книга Ипполитова «Якопо да Понтормо. Художник извне и изнутри». Ипполитов также работал как оформитель книг: подбирал иллюстрации к сборникам Марии Степановой, «Весны Средневековья» и «Книжки-подушки» своего ближайшего друга Александра Тимофеевского, оформил нотные альбомы Леонида Десятникова.

## Семья
Первая жена (1982—1988) — итальянская писательница Карла Мускио (итал. Carla Muschio).
Вторая жена (1989—1996) — Авдотья Смирнова. В этом браке был рождён сын Данила Ипполитов: чемпион мира 2013 года по пляжному футболу в составе сборной России, выпускник Государственного университета кино и телевидения (продюсерская мастерская Сергея Сельянова). В 2015 году закончил спортивную карьеру. Работает продюсером компании «Среда».

## Выставки
Мрачный эстет, декадент, любитель шокирующих противопоставлений, совмещающий то Рубенса с Гринуэем, то Мэпплторпа с нидерландскими маньеристами, Ипполитов, возможно, не самый остромодный, но точно самый изощренный интеллектуал отечественного кураторского цеха.

Зельфира Трегулова, генеральный директор Государственной Третьяковской галереи, высоко отзывается об Ипполитове как о кураторе:

«Я неоднократно имела возможность убедиться в том, что любая выставка, над которой он [Аркадий Ипполитов] работает, — это умный, тонкий, интеллектуальный и при этом очень четко выраженный визуально проект. Такой тип кураторской работы я ценю больше всего: люди, не очень хорошо разбирающиеся в теме, все равно считывают послание авторов по тому, как сформирована выставка, а интеллектуалы просто купаются в тонких сравнениях, сопоставлениях и оттенках смыслов».

### «Эрмитаж-Гуггенхайм»
В 2002 году Ипполитов стал координатором проекта «Эрмитаж-Гуггенхайм». Наиболее известный его выставочный проект этого времени — «Роберт Мэпплторп и классическая традиция: фотографии и гравюры маньеризма». В 2004—2005 эта выставка прошла в Музее Гуггенхейма в Нью-Йорке и в Бильбао. За неожиданное сочетание гравюры конца XVI — начала XVII века и фотографий Мэпплторпа выставка была признана одной из лучших мировых проектов 2002-го.

### «Русское палладианство»
В 2013 году Ипполитов по приглашению Зельфиры Трегуловой стал куратором выставки «Русское палладианство». Проект был приурочен к «Году туризма Италия-Россия». Выставка прошла с сентября по ноябрь 2014 года в Музее Коррер в Венеции. Экспозиция заняла 11 залов, в каталоге выставки были представлены произведения 51 автора из 22 различных собраний.

### «Ватиканский проект»
В 2015—2018 Ипполитов стал куратором запущенного совместно с Италией «Ватиканского проекта», призванного подчеркнуть оформившуюся ещё в XVI веке связь двух культур. Изначально предполагалось создать одну совместную выставку под названием «Рафаэль и Иванов», сопоставив работы важнейших для их стран художников. В итоге решено было разделить проект на две выставки. Первой стала «Roma Aeterna. Шедевры Пинакотеки Ватикана. Беллини, Рафаэль, Караваджо» в Государственной Третьяковской галерее. Латинское Roma Aeterna в названии подчёркивало важность Вечного города для мировой культуры и отсылало к идее преемственности Москвы как «Третьего Рима». Выставка имела беспрецедентный масштаб по количеству знаковых для Пинакотеки работ, которые решено было отправить в Россию. Из 42 шедевров смысловым центром экспозиции стало полотно «Положение во гроб» Караваджо, помимо него были показаны «Святой Франциск» Mаргаритоне дʼАреццо, «Чудеса святого Винченцо Феррери» Эрколе де Роберти, «Оплакивания» Кривелли и Беллини, «Мученичество святого Эразма» Пуссена. Среди произведений готических мастеров, крайне немногочисленных в русских собраниях, были показаны «Иисус перед Пилатом» Пьетро Лоренцетти и две пределлы, рассказывающие истории из жития Николая Чудотворца.

### «Русский путь»
Два года спустя после имевшей огромный успех Roma Aeterna состоялась ответная, вторая выставка проекта — «Русский путь. От Дионисия до Малевича» в Ватикане (Pellegrinaggio della pittura russa. Da Dionisij a Malevič). Первое название — переведённую на итальянский цитату Фёдора Тютчева La Russia è fatta a modo suo («У ней особенная стать») — решено было изменить из-за «неуёмного цитирования». Выставка экспонировалась в колоннаде базилики Святого Петра. Пространство галереи Бернини естественно «образует некий путь», символическое паломничество зрителя через 56 шедевров по пятивековой истории русского искусства. Концепцию выставки назвали «беспрецедентной и смелой», поскольку выбранные работы не противопоставляли светское и религиозное, не демонстрировали формальную хронологическую связь, а обозначала духовное поиски художников и глубокую внутреннюю преемственность искусства. Для экспозиции были отобранные работы, каждая из которых «отпечатана в сознании как матрица национальной идентичности». Иконы и главные картины сопоставлялись по принципу аналогий: «Явление Христа народу» Александра Иванова (вариант из Русского музея) располагалось рядом с иконами XV века «Крещение» и «Преображение». Икона «Не рыдай Мене Мати» соотносилась с картиной «Неутешное горе» Ивана Крамского, Картина «Всюду жизнь» Н. А. Ярошенко соседствует с иконой Киккская Богоматерь Симона Ушакова. Икона «Видение святого Евлогия» помещена напротив картины «Над вечным покоем» Левитана, «Апокалипсис» XVI века — рядом с «Черным квадратом» Малевича. Особое место занимала «Троица» Андрея Рублева), представленная списком Паисия.
Торжественное открытие состоялось в ноябре 2018 года, а 27 ноября 2018-го выставку посетил Папа Римский Франциск.
По замыслу куратора, выставка заканчивалась не произведением современного искусства, а иконой «О Тебе радуется», воплощающей дух русской соборности, означающей духовное единение всего народа в церкви и мирской жизни, и тем самым выставка не ставила хронологическую точку, а оставляла открытой временную границу.
С 27 марта по 15 мая 2024 года проходит выставка «MELANCHOLIA. Памяти Аркадия Ипполитова».

## Проекты

### Кураторская деятельность
Избранные проекты (Эрмитаж):
- «Ирвин Пенн. Фотографии из Института искусств Чикаго». 1998. Каталог: СПб,1998
- Шедевры западноевропейской гравюры. 2000. Каталог: СПб, 2000
- Джексон Поллок. 2000
- «Младенец Иисус в западноевропейской гравюре». 2000
- Мауриц К. Эшер в Эрмитаже. 2003
- «Пармиджанино в веках и искусствах». 2004. Каталог: СПб, 2004
- «Илья и Эмилия Кабаковы. „Случай в музее“ и другие инсталляции». 2004. Каталог: СПб, Нью- Йорк, 2004
- «Роберт Мэпплторп и классическая традиция: фотографии и гравюры маньеризма». 2004—2005. Нью-Йорк, Петербург, Бильбао, Москва. Каталог: Нью-Йорк, 2004
- «Хогарт, Хокни и Стравинский. „Похождения повесы“». 2006. Каталог: СПб, 2006
- «Пространство Тимура». 2008. Каталог: СПб, 2008
- «Венеция и венецианская жизнь в гравюре 18 века». 2008. Каталог: СПб, 2008
- «Борис Смелов. Ретроспектива». 2009. Каталог: СПб, 2009
- «Дворцы, руины и темницы. Джованни Баттиста Пиранези и итальянские архитектурные фантазии 18 века». 2011. Каталог: СПб, 2011
- «Winterreise. Сентиментальная сюита», Дмитрий Сироткин. Главный штаб, Государственный Эрмитаж. 2019—2020. Альбом: СПб, 2019
- «Любовь к трем апельсинам. Венеция Казановы — Петербург Дягилева» Санкт-Петербургский музей театрального и музыкального искусства. 8 ноября 2022 года — 16 апреля 2023 года.

Избранные проекты в других музеях:
- «Барокко конца века. Круг Рубенса — круг Гринуэя». 1993. Музей Санкт-Петербургской государственной художественно-промышленной академии имени А. Л. Штиглица. Каталог: СПб, 1993
- Passiones Luci («Золотой осёл»). 1995.Государственный Русский музей. Каталог: СПб, 1995
- «Ballet Royal. Арифметика идеального». 2006. Музей театрального и музыкального искусства, СПб
- «Modigliani в Фонтанном доме». 2008. Музей Анны Ахматовой в Фонтанном доме. Каталог: СПб, 2008
- «Pro Domo mea»(«Бес попутал в укладке рыться…»). 2009. Музей Анны Ахматовой в Фонтанном доме, при участии Государственного Русского музея, Музея театрального и музыкального искусства,музея Александринского театра, музея Театра марионеток им. Е. Деммени. Буклет: СПб, 2009
- Юрий Юркун. 2010. Музей Анны Ахматовой в Фонтанном доме. Буклет: СПб, 2010.
- Russia Palladiana. «Палладио в России. От барокко до модернизма». Музей Коррер, Венеция. 2014. Каталог: М. 2014
- «Палладио в России». Царицыно (музей-заповедник), Москва. 2015. Каталог: М, 2015
- «Палладио в России. Часть 2. Двадцатый век». Музей архитектуры имени А. В. Щусева, Москва. 2015. Каталог: М. 2015
- «Тузы, дамы, валеты. Двор и театр в карикатурах И. А. Всеволожского из собрания В. П. Погожева». Царицыно (музей-заповедник), Москва. 2016.Каталог: М. 2016
- «ROMA AETERNA. Шедевры Пинакотеки Ватикана. Беллини, Рафаэль, Караваджо». Государственная Третьяковская галерея, Москва. 2016. Каталог, М. 2016
- «В римском стиле. Маньеристическая графика из эстонских собраний». Кадриоргский художественный музей, Таллинн. 2017
- «Русский путь. От Дионисия до Малевича». Музеи Ватикана, Рим, 19.11.2018-16.02.2019. Каталог: М. 2018
- Михаил Врубель. Государственная Третьяковская галерея, Москва. 2021. Каталог: М. 2021.

### Современное искусство
Многие выставочные проекты Ипполитова посвящены актуальному искусству. Среди них можно особо выделить связанные с творчеством петербургских фотографов — (Борис Смелов, Александр Китаев, Евгений Мохорев, Ольга Корсунова) и с кругом художников, объединённых «Новой Академией в Санкт-Петербурге»: Тимур Новиков, Георгий Гурьянов, «Строгий юноша» Константин Гончаров.
Избранные проекты:
- «Улицы-лица, годы-дома». 2003. Государственный музей истории Санкт-Петербурга, при участии Государственного центра фотографии МК РФ
- «Егор Остров. Фрагменты». 2002. Галерея Марины Гисич, Петербург
- «Кесарь и Галилеянин». 2003. Ольга Тобрелутс. Henie Onstad Kunstsenter, Oslo (Норвегия)
- «Конец второго тома». Илья Пиганов. Музей архитектуры им. А. В. Щусев, Москва, 2005
- «Птичий грипп». Белла Матвеева. 2006. Галерея Anna Nova, Петербург
- Георгий Гурьянов. 2007. Музей прикладного искусства Санкт-Петербургской государственной художественно-промышленной академии имени А. Л. Штиглица.
- «Семнадцать снов Иосифа Сталина. Дворец советов. Конкурс проектов». 2007. Галерея Anna Nova, Петербург
- «Новая Академия. Санкт-Петербург». 2011. Фонд культуры «Екатерина», Москва. Каталог: М.: 2011
- «Серебряный город. Петербургская фотография 20—21 веков». 2012. Галерея имени братьев Люмьер, Москва
- «Новые мифологии». Ольга Тобрелутс. 2012. Antico Ospebale dei Battuti, San Vito al Tagliamento, Italia. Каталог: Udine: Lithostampa, 2012
- «Коронация Поппеи». Белла Матвеева. 2013. Rizzordi Art Foundation
- «Ландшафты небес». Ольга Тобрелутс, 2014, NameGallery, Санкт-Петербург.
- «Книга Понтормо». Егор Остров. Городская усадьба А. Л. Кнопа, Москва, 2016
- «Римское время.» Графика Максима Атаянца. 2016—2017. ГМИИ им. А. С. Пушкина, Москва
- «Люди должны быть разными», Москва, Царицыно (музей-заповедник), 28 июня — 1 октября 2017
- «Бар закрыт». Никола Самонов. Август — сентябрь 2017. Галерея «Борей», Санкт-Петербург.

### Книги
- Джексон Поллок [Текст] : миф XX века : путь художника : временная выставка, 28 июня — 8 октября 2000 года : [буклет] / [А. В. Ипполитов]. — Санкт-Петербург : Изд-во Гос. Эрмитажа, 2000. — 10, [2] с. : ил., портр.; 24 см. — (Программа «Зал МоМА в Эрмитаже» / Гос. Эрмитаж).; ISBN 5-93572-017-5
- Венеция: Путеводитель «Афиши» / [Текст А. Ипполитов]. — Москва.: Афиша, 2001. — 216 с., [8] л. цв. карт.; 19 см. ISBN 978-5-91151-103-6
- Город в фарфоровой табакерке./ «Мой Петербург». Сборник. М.: Вагриус, 2003/ C. 210—215
- Челант Д. Роберт Мэпплторп и классическая традиция: фотографии и гравюры маньеризма [кат. выставки, Санкт-Петербург, 8 дек. 2004 — 16 янв. 2005; М., 21 янв. — 10 марта 2005 ] / Джермано Челант и Аркадий Ипполитов, при участии Кароль Вайль; [пер. с итал. — В. Сировский, с англ. — Д. Федосов]. — Санкт-Петербург, Москва : Государственный Эрмитаж, Московский дом фотографии, 2004. — 231 с. ил., портр., цв. ил., портр.; 29. — ISBN 5-93977-015-0
- Венеция и венецианская жизнь в гравюре 18 века (совместно с Л. А. Дукельской). СПб: Государственный Эрмитаж, 2004
- Пармиджанино в веках и искусствах: к 500-летию со дня рождения: кат. выст. [в Гос. Эрмитаже, Санкт-Петербург, 26-дек. 2003 г. — 10 мая 2004 г. ] / Гос. Эрмитаж; [авт. концепции, сост., науч. ред., авт. вступит. ст.: А. В. Ипполитов]. — СПб.: [Изд-во Гос. Эрмитажа], 2004 (НП-Принт). — 277, [1] с.: ил.; 29 cм.; ISBN 5-93572-110-4
- Хогарт, Хокни и Стравинский. Похождения повесы = Hogarth, Hockney and Stravinsky. A rake’s progress [Текст] = Hogarth, Hockney and Stravinsky. A rake’s progress : [каталог выставки, Государственный Эрмитаж, 16 мая — 23 июля 2006] / [авторы каталога: Лариса Дукельская (Л. Д.), Аркадий Ипполитов (А. И.); перевод с английского: Нина Жутовская]. — Санкт-Петербург : Гос. Эрмитаж, cop. 2006. — 134, [1] с. : ил., портр., цв. ил. : 20x23 см.
- Пространство Тимура = Timur’s territory: [каталог выставки]: Петербург — Нью-Йорк, к 50-летию Тимура Новикова / Гос. Эрмитаж; [авт. ст.: Аркадий Ипполитов и др.]. — Санкт-Петербург: [б.и.], 2008. — 175, [11] с.: ил., цв. ил.
- Ипполитов, Аркадий Викторович. Вчера, сегодня, никогда / Аркадий Ипполитов. — Санкт-Петербург: Сеанс: Амфора, 2008. — 462, с.; 18 см. — (Статья).; ISBN 978-5-367-00658-2
- Борис Смелов ретроспектива, [каталог выставки, Санкт-Петербург, 20 марта-28 июня 2009 г. / Гос. Эрмитаж; авт. ст.: Аркадий Ипполитов и др.]. — Санкт-Петербург : Государственный Эрмитаж, 2009. — 445, [1] с. ил., портр., факс.; 31. — ISBN 978-3-86678-264-8
- Дворцы, руины и темницы. Джованни Баттиста Пиранези и итальянские архитектурные фантазии XVIII века = Джованни Баттиста Пиранези и итальянские архитектурные фантазии XVIII века : Palaces, ruins and prisons. Giovanni Battista Piranesi and italian eighteenth-century architectural fantasies : каталог выставки в Государственном Эрмитаже, Санкт-Петербург, 8 декабря 2011 года — 12 марта 2012 года / Государственный Эрмитаж; [сост.: А. В. Ипполитов, М. Ф. Коршунова, В. М. Успенский]. — Санкт-Петербург : Издательство Государственного Эрмитажа, 2011. — 399, [1] с. : ил., цв. ил., портр.; 28 см; ISBN 978-5-93572-436-8
- Новая Академия. Санкт-Петербург каталог выставки / [сост.: А. Ипполитов, А. Харитонова]. — Москва: Арт-Волхонка, 2011. — 459, [6] с. ил., цв. ил., портр.; 29. — ISBN 978-5-905256-03-5
- Особенно Ломбардия. Образы Италии XXI. М.: КоЛибри, Азбука-Аттикус, 2012
- Зимняя сказка: Эссе, 2012 год С. 85 — 104.// Красная стрела: сборник. Москва: АСТ; Тверь: Парето-Принт, [2013]
- Век весны священной — век модернизма. М.: 2013[78].
- Ипполитов А. В."Тюрьмы" и власть. Миф Джованни Батиста Пиранези. — СПб.: «Арка», 2013. — 368 с. ISBN 978-5-91208108-8
- Новая мифология = Olga Tobreluts. The New Mythology : [изд. приуроч. к одноимен. выст. в Моск. музее соврем. искусства / авт. ст.: Аркадий Ипполитов, Антонио Джеуза, Александр Боровский]. — Москва : Галерея «Триумф», 2013. — 162 с. : ил., цв. ил., фот.. портр. ISBN 978-5-91208108-8
- Только Венеция. Образы Италии XXI.. М.: КоЛибри, Азбука-Аттикус, 2014
- Russia Palladiana. Palladio e la Russia dal Barocco al Modernismo. Venezia, Museo Correr, 2014
- Курцио Малапарте. Проклятые тосканцы. Общая редакция, предисловие и примечания: Аркадий Ипполитов. М.: Барбарис, 2015
- Roma Aeterna. Шедевры Пинакотеки Ватикана. Беллини, Рафаэль, Караваджо / Гос. Третьяковская галерея. — М., 2016. — 256 с.: ил. ISBN 978-5-89580-152-9
- Силуэты театрального прошлого. И. А. Всеволожский и его время = И. А. Всеволожский и его время [Текст] / [О. И. Барковец, В. М. Гаевский, В. П. Погожев; авт. сост. и авт предисл. А. В. Ипполитов]. — Москва : Кучково поле, Фонд связь эпох, 2016. — 237, [1] с. : ил. : 16 см; ISBN 978-5-9950-0579-7
- Ипполитов А. В. Тузы, дамы, валеты. Двор и театр в карикатурах И. А. Всеволжского из собрания В. П. Погожаева. — М.: Кучково поле, 2016. — 336 с.: цв. ил. ISBN 978-5-9950-0578-0
- Якопо да Понтормо. Художник извне и изнутри. СПб: Издательство Европейского университета, 2016[1]
- Летний сад как образ современной России/ Все в саду. Сборник. / М.: АСТ, 2016
- Никола Самонов. Бар закрыт. Выставка (2017 ; Санкт-Петербург) : альбом выставки / авт.-сост. А. Ипполитов. — Санкт-Петербург : Галерея Борей, 2017. — 68 с.: цв. ил. ISBN 978-5-7187-0978-0
- Ипполитов, Аркадий Викторович. Ожидатели августа: [эссе, фельетоны и рассказы] / Аркадий Ипполитов. — Санкт-Петербург : Сеанс, 2017. — 390, [1] с. : цв. ил.; 22 см; ISBN 978-5-9906802-5-8
- Просто Рим. Образы Италии XXI. М.: КоЛибри, Азбука-Аттикус, 2018
- Ипполитов А. В. Банда Рафаэля [сборник статей] / Аркадий Ипполитов. — Москва : Красный пароход, 2018. — 398, [1] с. ил., портр.; 24. — (Проект С&О Биговчих); ISBN 978-5-00028-217-5[79]
- Русский путь: от Дионисия до Малевича: [альбом: шедевры из собрания Третьяковской галереи и музеев России] / [Государственная Третьяковская галерея, Музеи Ватикана; ответственный редактор А. В. Ипполитов]. — Москва.: [б. и.], 2018. — 278, [1] с.: ил., портр., цв. ил., портр.; 29 см; ISBN 978-5-89580-236-6
- Winterreise. Сентиментальная сюита : Сентиментальная сюита : [фотоальбом] / Дмитрий Сироткин, [Аркадий Ипполитов]. — Санкт-Петербург : Арка, 2019. — 102, [1] с. : ил., цв. ил.; 24х24 см; ISBN 978-5-91208-366-2[80]
- Ипполитов А. В. Только Венеция. Образы Италии XXI / Аркадий Ипполитов; Открытый фестиваль искусств «Черешневый лес». — Москва : КоЛибри, Азбука-Аттикус, 2019. — ISBN 978-5-389-07660-0
- Василий Розанов. Итальянские впечатления. Комментарии Аркадия Ипполитова. М.: Издательская группа 1900, 2020[81]
- Ипполитов А. В. Универсам «Пинакотека» от Джованни Тьеполо до Казимира Малевича, [сборник статей] / Аркадий Ипполитов. — Москва : Красный пароход, 2021. — 398, [2] с. ил., портр.; 24. — (Roma Aeterna, Проект С & О. Биговчих); ISBN 978-5-6045313-2-7
- Ипполитов А. В. Венера Виллендорфская [сборник статей] / Аркадий Ипполитов. — Москва : Красный пароход, 2022. — 494, [1] с. ил., портр.; 24. — (Roma Aeterna); ISBN 978-5-6047224-4-2
- Ипполитов А. В. Георгий Гурьянов. Последний денди Петербурга [каталог персональной выставки «Георгий Гурьянов. Куда ж нам плыть?», 8 июля — 4 сентября 2022] / Аркадий Ипполитов; [Санкт-Петербургская новая академия, KGallery]. — Санкт-Петербург: KGallery, 2022. — 257, [42] с. цв. ил., портр.; 29. — ISBN 978-5-6048546-3-1
- Любовь к трем апельсинам. Венеция Казановы — Петербург Дягилева : альбом-каталог к выставке : [16+] / Санкт-Петербургский государственный музей театрального и музыкального искусства; общая редакция: И. Климовицкая [и др.]; авторы текстов: А. Ипполитов [и др.]. — Санкт-Петербург : СПбГМТиМИ, 2022. — 245 с. : ил., портр., цв. ил., портр., факс.; 28 см; ISBN 978-5-91461-072-9
- Ипполитов А. MELANCHOLIA. Памяти Аркадия Ипполитова, СПб.: KGallery, 2024, 488 с. ISBN 978-5-907734-63-0
- Ипполитов А. В. Начало нового столетия. От декаданса к авангарду. Последняя лекция. — спб.: Сеанс, 2024. — 156 с.: ил. — 16+. ISBN 978-5-6050193-5-0
- Ипполитов А. В. Мир — Россия — Петербург — Эрмитаж / Аркадий Ипполитов; предисловие Натальи Самойленко, фотографии Дмитрия Сироткина, дизайн Евгения Корнеева. — Москва: Издательство «Красный пароход», 2024. — 416 с.: ил. — (Серия «Новейшая история искусств»). ISBN 978-5-6051238-1-1
- Путешествие по Италии / Маркиз де Сад; пер. с фр. Елены Морозовой; предисл. Сергея Биговчего; вступ. ст. Зельфиры Трегуловой; коммент. Аркадия Ипполитова, Анастасии Голубцовой. — М.: Красный пароход, 2024. — 416 с.:ил. — (Серия «Roma Aeterna»). ISBN 978-5-6051238-9-7
- Последняя книга. Не только Италия / Аркадий Ипполитов. — М.: КоЛибри, Азбука-Аттикус, 2025. — 320 с.: ил ISBN 978-5-389-26726-8
- Ипполитов А. В. О кино и о времени. Тексты для журнала «Сеанс» : [сборник статей] — СПб.: Сеанс, 2025. — 324 с.: ил. — 18+ ISBN 978-5-6052038-7-2
- Главные картины / Аркадий Ипполитов. — Москва: Издательство «Красный пароход», 2025. — 512 с.: ил ISBN 978-5-6053462-0-3

### Кино и театр
- Документальный фильм «Список кораблей» (2008, режиссёр Алексей Гусев, композитор Леонид Десятников)[82][83][84][85].
- «Художник извне и изнутри» (по одноимённой книге) — спектакль Дмитрия Волкострелова и Дмитрия Ренанского, «театр post», 2018[86][87]
- Опера В. Беллини «Норма» (2022, Пермский театр оперы и балета. Постановщики Максим Петров и Мигран Агаджанян).[88]

### Награды
- Премия Андрея Белого 2012 г. за книгу «Особенно Ломбардия. Образы Италии XXI».
- Премия The Art Newspaper 2019 г. за книгу «Просто Рим. Образы Италии XXI».